# José Sousa Ramos
José Rodrigues Santos de Sousa Ramos (Quarteira, 1948 – Lisboa, 1 de janeiro de 2007) foi um notável matemático português.
José Sousa Ramos era licenciado em física e doutorado em matemática. Leccinou nos últimos anos da sua vida no Instituto Superior Técnico, tendo anteriormente leccionado no Instituto de Física e Matemática, do Centro de Física da Matéria Condensada, da Faculdade de Ciências da Universidade de Lisboa. Foi orientador de 15 doutoramentos e colaborador do Centro de Filosofia das Ciências da Universidade de Lisboa.